# Fietskluis

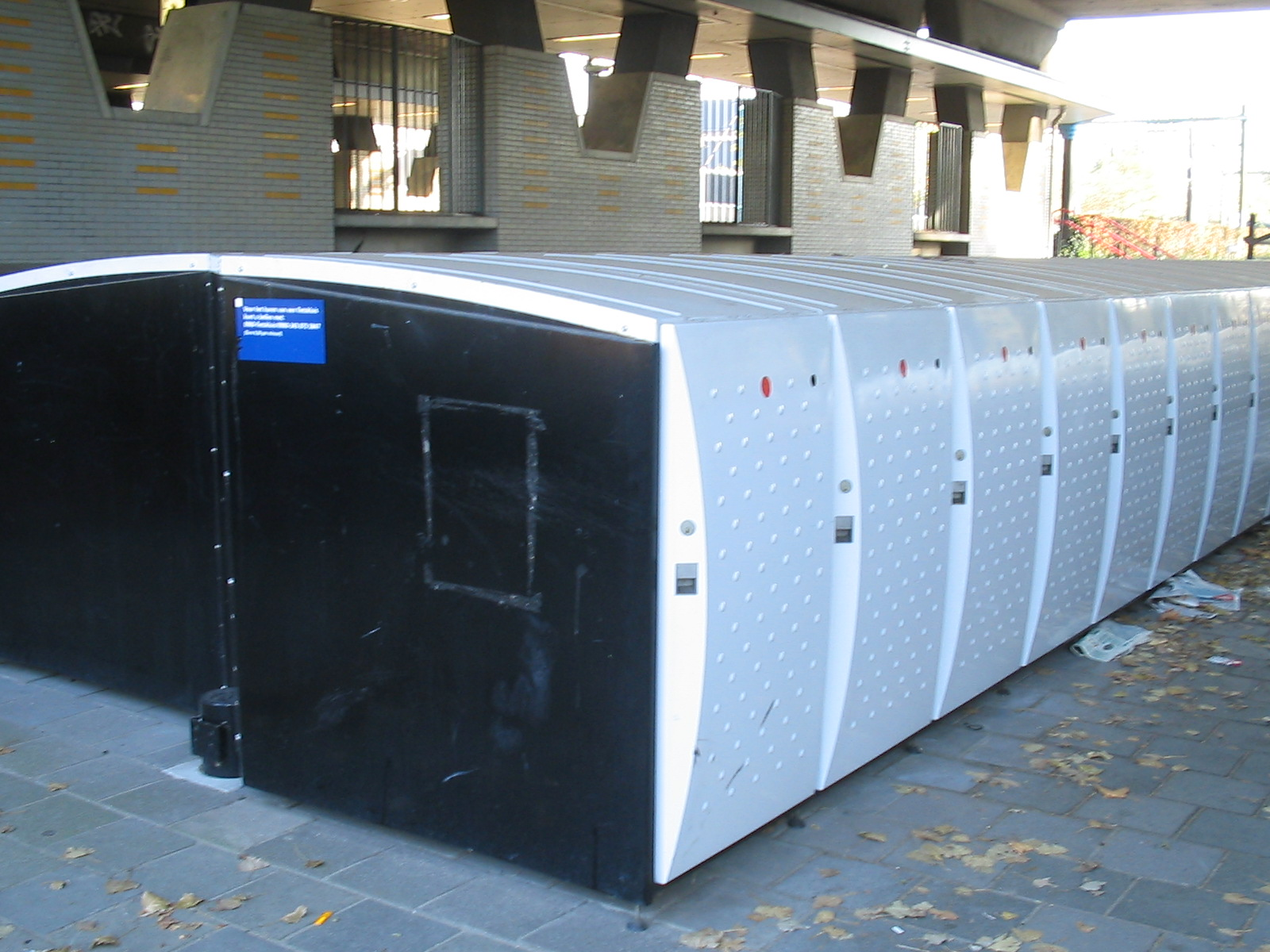
Fietskluizen.

Een fietskluis is een kluis om een fiets in te bewaren, meestal ter voorkoming van diefstal of beschadiging. Fietskluizen hebben de grootte van één fiets en kunnen afgesloten worden met een slot. Een fietskluis biedt een alternatief voor bewaakte (bemand of met een camera) of onbewaakte fietsenstallingen.
De meeste fietskluizen zijn stationair, anderen kunnen gebruikt worden om een opgevouwen fiets in te vervoeren. Ook zijn er fietskluizen die meer dan één fiets kunnen herbergen (ook wel fietstrommel genoemd).
Fietskluizen bevinden zich doorgaans in steden, bij stations (te huur bij de NS) of bij openbare gebouwen.